# Arthur Capell, I conte di Essex
Arthur Capell, I conte di Essex (Little Hadham, 28 gennaio 1631 – Torre di Londra, 13 luglio 1683), è stato un nobile inglese.

## Biografia
Era il figlio di Arthur Capell, I barone Capell (che fu giustiziato nel 1649), e di sua moglie, Elizabeth Morrison, figlia ed erede di Sir Charles Morrison di Cassiobury.

## Carriera politica
Alla Restaurazione fu creato visconte Malden e conte di Essex (20 aprile 1661), dopo la morte di Robert Devereux, III conte di Essex. In quella occasione suo padre Sex venne nominato Lord Luogotenente dell'Hertfordshire e pochi anni più tardi Lord Luogotenente del Wiltshire.
Nel 1669 fu inviato come ambasciatore alla corte di Cristiano V di Danimarca. Nel 1672 è stato viesindaco e consigliere e Lord Luogotenente d'Irlanda. La purezza e il patriottismo della sua amministrazione erano in forte contrasto alla corruzione sistemica diffusa a corte, e  venne considerato come un ostacolo all'impiego senza scrupoli dei ricavi irlandesi per la soddisfazione della corte e alle spese del re.
Si oppose con forza ai doni sontuosi di beni confiscati ai preferiti amanti, impedì la concessione di Phoenix Park alla duchessa di Cleveland. Nel 1679 venne nominato Primo Lord del Tesoro.
Fu nominato da Carlo, insieme a Halifax, per sentire le accuse contro il duca di Lauderdale.

## Matrimonio
Sposò, il 19 maggio 1653, Lady Elizabeth Percy (1636-5 febbraio 1717), figlia di Algernon Percy, X conte di Northumberland e di Lady Anne Cecil. Ebbero due figli:
- Algernon Capell, II conte di Essex (28 dicembre 1670-10 gennaio 1710);
- Anne de Vere Capell (1675-14 ottobre 1752), sposò Charles Howard, III conte di Carlisle, ebbero quattro figli.

## Morte
Nel giugno 1683 fu accusato di aver preso parte al complotto Rye House, e di conseguenza imprigionato nella Torre di Londra. Il 13 luglio fu scoperto nella sua cella con la gola tagliata: si ipotizzò il suicidio.